# Skrjabinocapillaria bakeri
Skrjabinocapillaria bakeri är en rundmaskart. Skrjabinocapillaria bakeri ingår i släktet Skrjabinocapillaria och familjen Trichuridae. Inga underarter finns listade i Catalogue of Life.